# 撃覇
『撃覇』（げきは）は、原作：天王寺大、作画：渡辺みちおによる日本の漫画作品。

## 概要
『週刊漫画ゴラク』（日本文芸社）にて、2001年12月から2003年8月までの期間に連載された格闘漫画。全84話。単行本は全9巻。
連載途中より登場人物の1人・岸田不動を中心としたストーリーとなっていき、単行本では8巻途中から岸田不動が主人公同然に活躍し、最終巻では本来の主人公の天地翔はわずかに登場しているだけである。
主人公の天地翔と不動との決着が描かれないまま連載は終了し、次号より岸田不動を主人公とした『不動』の連載が同誌にて開始されている。

## 登場人物
天地 翔（あまち しょう）
19歳。本作の主人公。幼少より父親の下で厳しい格闘技の修行を積んできたが、まだ1度も実戦を経験したことが無い無名の青年。タイスン来日に刺激され、自分の強さを試すために格闘界に飛び込む。
天地 貫徹
56歳。翔の父親。ラーメン店『覇王ラーメン』を経営している。400年の歴史を持つ一子相伝の総合格闘術「天地不二流」を翔に叩き込んだ。
坂城 一輝
26歳。オリンピック柔道無差別級銀メダリスト。柔道王の呼称に甘んじること無く、地上最強を目指して格闘界に進出。異種格闘技世界一決定戦でタイスンに挑む。
ケント・タイスン
28歳。元ボクシング世界ヘビー級チャンピオン。有り余る闘争本能が仇となり、数々の不祥事を起こしてボクシング界を追われる。異種格闘技世界一決定戦に出場するために来日した。
斉藤菜々子
TV局アナウンサー。『格闘ドキュン☆』担当。
メガトン熊木
元プロレスラー。現在は熊木事務所社長。
月堂 大三
日本最大の空手道場である王道会館館長。部下を使って翔に不意打ちを仕掛けるが失敗し、翔から恨みを買って道場破りを受ける。
斉藤光太郎
菜々子の実弟。主人公のライバル。幼い頃に父親の英次郎を月堂との戦いの敗戦ショックで失った。その復讐心からあえて王道会館に入門し、月堂を殺すことを考えている。翔と対戦するが、姉の邪魔により再戦のために修行を重ねる。
岸田 修身
ヤクザで「岸田組」組長。翔に強い興味を示す。昔はプロレスラーとして少しは名前を売ったが、血気がありすぎてまともな格闘人生を送れなかった。実子の不動の行動に手を焼いている。
磯部 新一
岸田のボディガード。元日本ライト級のキックボクサーで日本チャンプになり最強と謳われたが、酔っ払いにからまれて正当防衛が認められたが相手をそのキックで殺してしまい、リングを降りざるを得なくなった。
竹村 林一
36歳。岸田組若頭・竹一会組長。組員に対して厳格で、不祥事を起こした場合は容赦ない折檻を加える。後に不動に心酔し、行動を共にする。
薮入 陣内
古武道「暮葉流」十四代当主。
岸田 不動
修身の実子。19歳という若さで暮葉流の師範代補佐を務めている。しかし生温い道場の方針に疑問を抱いて脱会する。野獣のような男。次回作『不動』の主人公。
剛野 重太
54歳。関東木曜会会長・山城組四代目組長。関東の極道界で絶大な影響力を持つ。
脇本 忠男
32歳。関東木曜会山城組幹部。剛野の側近。
荒巻 正三
52歳。荒巻組二代目組長。
桜木裕一郎
表の顔は青年実業家。裏の顔は関西最大の暴力団である関西光和会直系桜木組組長で本部の若頭補佐。
長尾 与力
暮葉流十五代目当主。かつて不動と戦い失明させられた。

## 書籍情報
- 原作：天王寺大、作画：渡辺みちお 『撃覇』 日本文芸社〈ニチブン・コミックス〉、全9巻
  1. 2002年05月10日初版発行、2002年04月19日発売 ISBN 4-537-10082-6
  2. 2002年07月10日初版発行、2002年06月19日発売 ISBN 4-537-10099-0
  3. 2002年09月10日初版発行、2002年08月19日発売 ISBN 4-537-10112-1
  4. 2002年11月10日初版発行、2002年10月19日発売 ISBN 4-537-10131-8
  5. 2003年02月10日初版発行、2003年01月17日発売 ISBN 4-537-10159-8
  6. 2003年03月25日初版発行、2003年03月07日発売 ISBN 4-537-10176-8
  7. 2003年05月25日初版発行、2003年05月09日発売 ISBN 4-537-10194-6
  8. 2003年08月10日初版発行、2003年07月18日発売 ISBN 4-537-10212-8
  9. 2003年11月10日初版発行、2003年10月17日発売 ISBN 4-537-10237-3